# Piezocera bivittata
Piezocera bivittata är en skalbaggsart som beskrevs av Audinet-serville 1834. Piezocera bivittata ingår i släktet Piezocera och familjen långhorningar.
Artens utbredningsområde är Paraguay. Inga underarter finns listade i Catalogue of Life.